# Hein de Wit
Hendrikus Martinus Antonius Claudius (Hein) de Wit (Megen, 21 oktober 1914 – 20 februari 1988) was een Nederlands politicus van de KVP.
Hij werd geboren als zoon van Jan Martinus de Wit (1882-1944) en Antonetta Antonia Borghouts (1875-1960). Van 1944 tot 1946 was hij als klerk en 2e waarnemend griffier werkzaam bij Waterschap de Aa en later was hij hoofdcommies bij de Provinciale Waterstaat van Zuid-Holland. In juni 1958 werd De Wit benoemd tot burgemeester van Nistelrode. In december 1966 volgde zijn benoeming tot burgemeester van Gemert wat hij tot zijn pensionering eind 1979 zou blijven. De Wit overleed begin 1988 op 73-jarige leeftijd.
- International Standard Name Identifier: 0000 0003 8973 5400
- Nederlandse Thesaurus van Auteursnamen: 067754643
- Système universitaire de documentation: 154943320
- Virtual International Authority File: 283193962
- WorldCat: E39PBJhMqvQ6RT8w4db49wxv73